# Podłęż
Podłęż (prononciation : [ˈpɔdwɛ̃ʂ]) est un village polonais de la gmina de Maciejowice dans le powiat de Garwolin de la voïvodie de Mazovie dans le centre-est de la Pologne.
Il se situe à environ 9 kilomètres au nord-ouest de Maciejowice (siège de la gmina), 20 kilomètres au sud-ouest de Garwolin (siège du powiat) et à 62 kilomètres au sud-est de Varsovie (capitale de la Pologne).
Le village possède approximativement une population de 350 habitants en 2006.

## Histoire
De 1975 à 1998, le village appartenait administrativement à la voïvodie de Siedlce.